# Rosjanie w Estonii

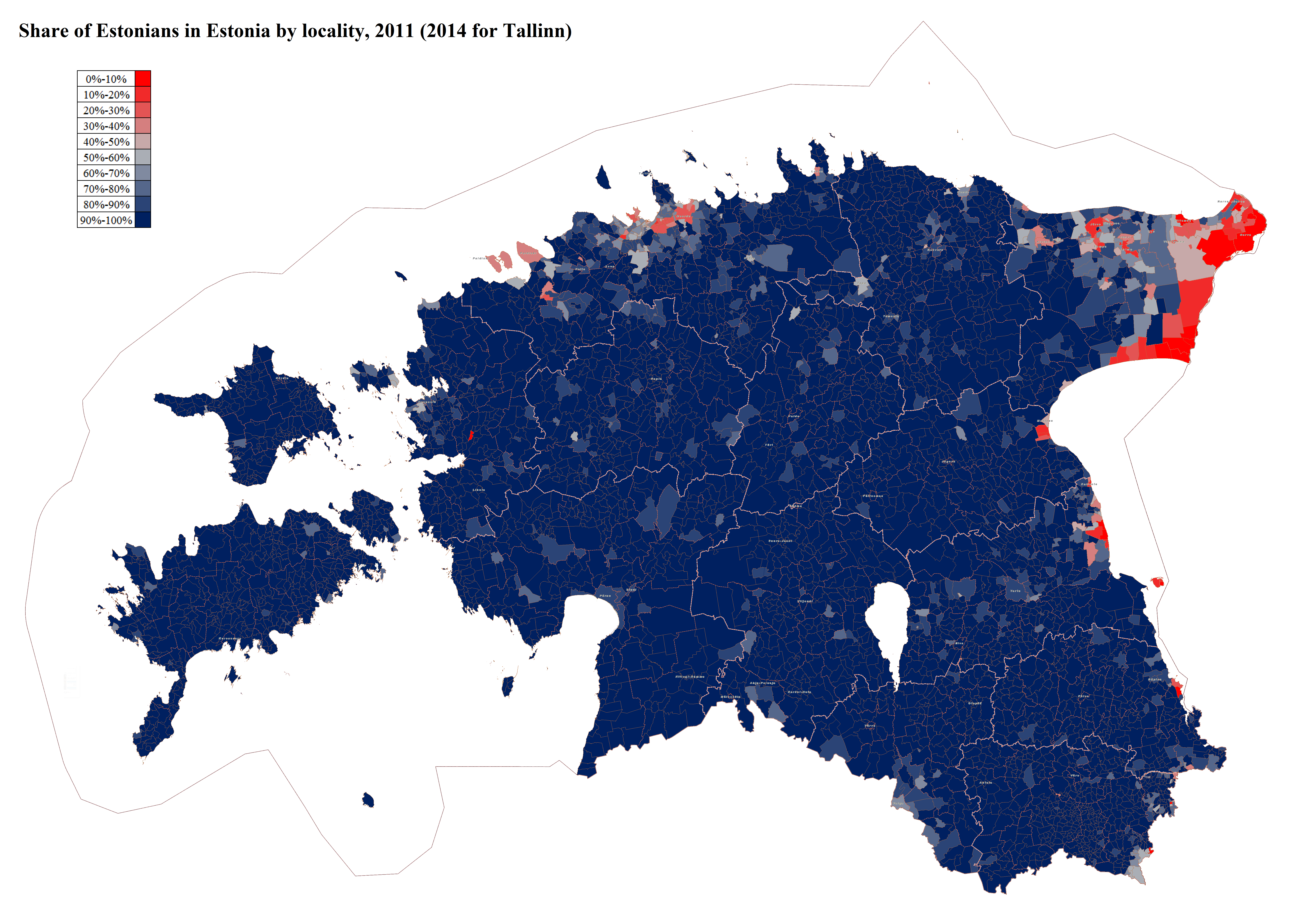
Stosunki ludnościowe na terenie Estonii

Rosjanie w Estonii – rosyjska społeczność szacowana na ok. 320 tys. osób, co stanowi ok. 1/4 ludności Estonii. Za najważniejszy ośrodek rosyjskiej mniejszości w Estonii uważa się Narwę, gdzie Rosjanie stanowią 85%.
Historycznie obecność ludności słowiańskiej w Estonii sięga XI wieku, gdy zaczęły powstawać kolonie kupieckie w Tartu, Narwie i Tallinnie. W XVIII wieku Estonia znalazła się pod panowaniem Imperium Rosyjskiego – w rezultacie na jej terytorium zaczęli przybywać rosyjscy wojskowi i urzędnicy, a następnie Rosjanie – przedstawiciele innych profesji. Największe zmiany nadeszły w XX w. wraz z sowiecką okupacją krajów bałtyckich – w latach 1945–1990 udział Estończyków w całej populacji spadł z 90 do 60%. Wskazuje się przy tym, że procesy asymilacyjne przebiegły znacznie szybciej w przypadku potomków dawnej rosyjskiej inteligencji. Z kolei w przypadku potomków żołnierzy sowieckich oraz ludności przybyłej w czasach ZSRR w związku z intensywnym uprzemysłowieniem kraju, zauważalne były trudności z uzyskaniem estońskiego obywatelstwa.
Po odzyskaniu niepodległości przez Estonię wielokrotnie dochodziło do sporów w kwestiach związanych ze statusem mniejszości rosyjskiej – formalnie status mniejszości narodowej przysługuje jedynie osobom z obywatelstwem Estonii, tymczasem część osób narodowości rosyjskiej nie ma obywatelstwa estońskiego. Np. w 2015 w Estonii mieszkało na stałe 368 tys. osób rosyjskojęzycznych, spośród których 85 tys. nie posiadało żadnego obywatelstwa, a 92 tys. było obywatelami Federacji Rosyjskiej.
Do czasu rosyjskiej inwazji na Ukrainę mniejszość rosyjska w Estonii postrzegana była jako sprzyjająca polityce prowadzonej przez Władimira Putina, np. spośród 90 tys. osób z rosyjskim obywatelstwem jego wyborcami było 94%. Wyraźna zmiana postaw nastąpiła po 24 lutego 2022 – wśród zamieszkujących Estonię Rosjan spadło poparcie dla rosyjskich władz oraz rosyjskich mediów państwowych. Z drugiej strony odnotowano wzrost aktywności rosyjskich służb specjalnych werbujących osoby często przekraczające granicę między Rosją a Estonią.